# Referendum zur Statusverhandlung in Palau 1976
Das Referendum zur Statusverhandlung in Palau 1976 (en.: referendum on holding separate negotiations on its future status) war ein Referendum in Palau, welches damals Teil des Treuhandgebiets Pazifische Inseln war. Die Abstimmung wurde am 24. September 1976 abgehalten und führte zur Unabhängigkeit Palaus. Der Vorschlag wurde mit 88 % der Stimmen angenommen.

## Wahlergebnis
| Wahl                     | Stimmen | %     |
| ------------------------ | ------- | ----- |
| Für                      | 2.780   | 87,70 |
| Gegen                    | 390     | 12,30 |
| Ungültig                 | 100     | –     |
| Total                    | 3.270   | 100   |
| Source: Direct Democracy |         |       |